# NGC 3998
NGC 3998是一个位于大熊座的透鏡狀星系，1789年4月14日由威廉·赫歇爾发现，距离地球4500万光年。NGC 3998有一个活动星系核，属于LINER星系。